# نيك جوميز
نيك جوميز (بالإنجليزية: Nick Gomez)‏ مواليد 2 أكتوبر 1978 في ماساتشوستس، هو ممثل أمريكي هو أيضا مخرج.

## الأعمال

### أفلام
- قانون
- فلاش فورورد
- هاوس
- نايت رايدر
- ترو بلاد
- ديكستر
- السوبرانوز
- ذا 4400
- الموتى السائرون
- صانع الحلقة (الدور: دال)

## روابط خارجية
- نيك جوميز على موقع IMDb (الإنجليزية)
- نيك جوميز على موقع ألو سيني (الفرنسية)
- نيك جوميز على موقع ميوزك برينز (الإنجليزية)
- نيك جوميز على موقع أول موفي (الإنجليزية)
- نيك جوميز على موقع قاعدة بيانات الأفلام السويدية (السويدية)
- نيك جوميز على موقع قاعدة بيانات الفيلم (الإنجليزية)
- نيك جوميز على موقع كينوبويسك (الروسية)